# Carlo Nesti
Carlo Nesti (Torino, 10 maggio 1955) è un giornalista, telecronista sportivo e scrittore italiano.

## Biografia

### Gli inizi
I suoi maestri sono Giovanni Arpino, scrittore e opinionista sportivo de La Stampa, e Pier Cesare Baretti, direttore di Tuttosport.
Comincia la carriera di giornalista sportivo nel 1974, sul settimanale Calciofilm; dall'anno seguente inizia a collaborare con il Guerin Sportivo e con il Corriere d'Informazione. Dal 1976 al 1979 lavora a Tuttosport, diventando professionista nel 1978 a 23 anni.

### Carriera in Rai
Nel 1980 entra in Rai. Il lavoro da telecronista lo porta a commentare 6 edizioni dei mondiali di calcio (dall'edizione 1982 a quella 2006, fatta eccezione per il 2002), e 6 edizioni degli europei di calcio (dal 1988 al 2008).
Dal 1982 al 2002, passa dalla posizione numero 6, dietro a Martellini, Pizzul, Martino, Vitanza e Viola, alla posizione numero 2, con Cerqueti, dietro a Pizzul (come suo opinionista, Italia vice-campione del mondo 1994), nella graduatoria virtuale dei telecronisti calcistici della Rai. È l'unico radio-telecronista italiano, con Nicolò Carosio, ad avere partecipato a 2 Mondiali vinti dall'Italia. In tutto, racconta 9 successi italiani (8 calcio, 1 pallacanestro), in campo europeo, tra cui la vittoria nella Coppa delle Coppe 1992-93 del Parma Calcio.
Dal 1991 al 2002 si occupa delle telecronache della nazionale Under-21 , con 3 edizioni consecutive degli Europei di categoria (1992, 1994 e 1996), dominate dagli azzurri di Cesare Maldini.
Negli anni ottanta e fino al 1994 lavora come radiocronista nel programma Tutto il calcio minuto per minuto, commentando le partite interne della Juventus e del Torino. Inoltre, affianca Enrico Ameri, nel 1985, in occasione della tragica vittoria della Juventus, a Bruxelles, in Coppa dei Campioni. Nello stesso periodo collabora con Il processo del lunedì, realizzando la "Scheda" introduttiva del programma, basata su una fusione di testo, immagini rallentate, canzoni con testi adattati al tema, caricature e grafica, e con La Domenica Sportiva, realizzando i servizi sulle partite interne della Juventus e del Torino. Nel 1994, subentra a Cesare Castellotti, come corrispondente da Torino, in 90º minuto.
Nel 2005, arriva secondo, come paroliere (attività intrapresa dal 1999), nel concorso Sony per la scelta del nuovo inno della Juventus: "È bianconero", brano realizzato con Pier Agostino Casalegno, Tommaso Lubrano e Gigi Venegoni.

### Dopo la Rai
Nel 2010 lascia la Rai per continuare la carriera di giornalista sportivo da libero professionista, che affianca alle attività di scrittore e paroliere musicale.
Lavora inizialmente per Dahlia TV, commentando le partite di calcio di Serie A, al di fuori del pacchetto di Mediaset Premium.
Inoltre, collabora con il gruppo Mediapason, intervenendo, durante gli incontri, nelle rubriche di  Telelombardia e Top Calcio24.
Dal 2011 al 2013, partecipa, come opinionista, ai programmi pomeridiani di Rai Uno (75 puntate): Se... a casa di Paola e Buon pomeriggio Italia!.
Nel 2012 realizza, per la Web Radio del Nesti Channel, la cronaca della partita di addio di Alessandro Del Piero alla maglia bianconera, e la sintesi, pubblicata su You Tube, supera 1.000.000 di ascoltatori. 
Sempre dal 2012 collabora con Radio Sportiva, come opinionista durante le partite di calcio principali, e in "Microfono aperto".
Nella primavera 2013 commenta per le TV locali affiliate a Publishare alcune partite delle ultime 10 giornate de LaLiga.
Dal 2014 collabora con Radio Vaticana, opinionista su temi a cavallo fra Fede e sport, sulla scia dell'attività di collaboratore del Sermig di Ernesto Olivero, e di scrittore per le Edizioni San Paolo e Paoline, entrata nel vivo nel 2007, grazie alle letture di Fede e psicologia di Valerio Albisetti.
Dal 2014 porta in giro per l'Italia lo spettacolo multimediale (un video-monologo personale) "Lo sport di vivere", che racconta la storia dello sport attraverso i sentimenti, e gli eventi agonistici, che li hanno espressi meglio.
Dal 2016 è telecronista e commentatore saltuario delle partite di Serie A e Champions League nel programma Diretta stadio... ed è subito goal! su Italia 7 Gold.
Nello stesso anno scrive, con Silvano Borgatta, l'inno "Filadelfia", dedicato alla ricostruzione del vecchio stadio del Grande Torino.
Nello stesso anno diventa dirigente sportivo, per una stagione, nell'Alassio F.C., nel ruolo di "motivatore mediatico", vincendo il campionato e la Coppa Italia nella Promozione ligure.
Nel 2018 diventa dirigente sportivo per l'Albissola, neo-promossa in Serie C, nel ruolo di "testimonial mediatico".
Dal 2020 è opinionista su Top Planet, canale del gruppo Mediapason, che si occupa 24 ore su 24 della Juventus. Negli anni a seguire collabora, oltreché con Radio Sportiva sempre durante Microfono aperto e alcuni big match oltre a Champions e Nazionale, con tuttomercatoweb.com con La scheda di Carlo Nesti, con Radio Vaticana il lunedì con Nonsolosport, con toro.it con articoli sull’attualità del Torino e nel canale You Tube Una Signora per due con interventi sull’attualità della Juventus.

## Pubblicazioni
- Dietro il silenzio stampa, Edizioni Piemonte, scritto con Claudio Gentile e Marco Tardelli, 1983.
- Coppa del Mondo di calcio, Edizioni Bolaffi, 1990.
- Ho vinto la lotteria, Edizioni Paoline, 1999.
- Calcio, Edizioni Libri di Sport, 2005.
- Viaggio di ritorno, Edizioni San Paolo, 2007 (tradotto in polacco).
- Il mio psicologo si chiama Gesù, Edizioni San Paolo, 2008 (prima versione, limitata ai Vangeli) e 2017 (seconda versione, estesa all'intera Bibbia), tradotto in portoghese, spagnolo e polacco).
- Il mio circuito si chiama Paradiso, Edizioni San Paolo, 2009 (tradotto in spagnolo).[6]
- Noi siamo la Juve, Edizioni Minerva, 2009.
- Anche la Fede ha il suo alfabeto, Edizioni San Paolo, 2012.
- Il mio Allenatore si chiama Gesù, Edizioni San Paolo, 2014.
- La vita è rotonda, Edizioni Saggese, 2023.

In campo cattolico, dal 1996, collabora con la rivista del Sermig Nuovo Progetto, e dal 2013, per le Edizioni San Paolo, con il settimanale Credere.